# Klaus Wittauer
Klaus Wittauer (* 30. Juni 1960 in Innsbruck) ist ein österreichischer Politiker (FPÖ/BZÖ). Wittauer war zwischen 2002 und 2006 Abgeordneter zum Österreichischen Nationalrat.

## Ausbildung und Beruf
Klaus Wittauer absolvierte zwischen 1966 und 1975 die Volks- und Hauptschule sowie den Polytechnischen Lehrgang und erlernte im Anschluss den Beruf des Schlossers. 1978 leistete er seinen Präsenzdienst ab, zwischen 1989 und 1991 besuchte er die Landwirtschaftliche Landeslehranstalt Rotholz.
Wittauer arbeitete ab 1984 als Schlosser und ab 1991 als landwirtschaftlicher Facharbeiter. Seit 1996 ist er Landwirtschaftsmeister.

## Politik
Klaus Wittauer war ab 2001 Stadtparteiobmann der FPÖ Innsbruck und ebenfalls seit 2001 Stellvertretender Landesparteiobmann der FPÖ Tirol. Er war zudem ab 2002 Mitglied der Bezirksparteileitung Innsbruck-Land und Stellvertretender Obmann der Freien Bauern. 2002 wurde er des Weiteren in den Bundesvorstand der Freien Bauern und zum Obmann des Wohnungsinteressenverbandes gewählt. 
Wittauer vertrat ab dem 27. Februar 2002 die FPÖ im Nationalrat. Im Zuge der Spaltung der FPÖ trat er zum BZÖ über, kündigte aber bereits im Juli 2005 die Gründung eines eigenständigen BZÖ-Tirol an. Die tatsächliche Gründung verzögerte sich jedoch bis März 2006. Wittauer war zunächst Landessprecher des BZÖ-Tirol, später stellvertretender Landesparteiobmann. Am 29. Oktober 2006 schied Wittauer aus dem Nationalrat aus.

### Strafverfahren
Im Jänner 2013 erhob die Staatsanwaltschaft Wien gegen Wittauer Anklage in der sogenannten Telekom-Austria-Affäre. Ihm wurde dabei gemeinsam mit Rudolf Fischer, Peter Hochegger und anderen Personen Untreue, falsche Beweisaussage und Geldwäsche vorgeworfen.
Er wurde im September 2013 zu zwei Jahren Haft verurteilt, davon drei Monate unbedingt. Wittauer nahm die Strafe an.